# Banyu Asih (Cigudeg)
Banyu Asih is een bestuurslaag in het regentschap Bogor van de provincie West-Java, Indonesië. Banyu Asih telt 4681 inwoners (volkstelling 2010).